# Chlorodontopera
Chlorodontopera is een geslacht van vlinders van de familie spanners (Geometridae), uit de onderfamilie Geometrinae.

## Soorten
- C. chalybeata Moore, 1872
- C. discospilata Moore, 1867
- C. mandarinata Leech, 1889
- C. taiwana Wileman, 1911